# Police (1985)
Police é um filme realizado por Maurice Pialat em 1985. Nomeado para os Césares. Depardieu venceu no Festival de Cinema de Veneza o prémio de melhor actor pelo seu desempenho do polícia Mangin.